# Elezioni europee del 1987 in Portogallo
Le elezioni europee del 1987 in Portogallo si sono tenute il 19 luglio. Fu una tornata elettorale straordinaria per l'elezione dei rappresentanti del Portogallo, entrato nella Comunità Economica Europea il 1º gennaio 1986 assieme alla Spagna.

## Risultati
| Liste                              | Liste                                              | Gruppo | Voti      | %     | Seggi |
| ---------------------------------- | -------------------------------------------------- | ------ | --------- | ----- | ----- |
|                                    | Partito Social Democratico (PSD)                   | ELDR   | 2.111.828 | 38,42 | 10    |
|                                    | Partito Socialista (PS)                            | SOC    | 1.267.672 | 23,06 | 6     |
|                                    | CDS - Partito Popolare (CDS-PP)                    | PPE    | 868.718   | 15,80 | 4     |
|                                    | Coalizione Democratica Unitaria                    |        | 648.700   | 11,80 | 3     |
| Partito Comunista Portoghese (PCP) | COM                                                | 3      | 648.700   | 11,80 |       |
| Partito Ecologista "I Verdi" (PEV) | -                                                  | -      | 648.700   | 11,80 |       |
|                                    | Partito Rinnovatore Democratico (PRD)              | ADE    | 250.158   | 4,55  | 1     |
|                                    | Partito Popolare Monarchico (PPM)                  | -      | 155.990   | 2,84  | -     |
|                                    | Unione Democratica Popolare (UDP)                  | -      | 52.835    | 0,96  | -     |
|                                    | Partito della Democrazia Cristiana (PDC)           | -      | 40.812    | 0,74  | -     |
|                                    | Partito Socialista Rivoluzionario (PSR)            | -      | 29.009    | 0,53  | -     |
|                                    | Movimento Democratico Portoghese (MDP)             | -      | 27.678    | 0,50  | -     |
|                                    | Partito Comunista (Ricostituito) (PC(R))           | -      | 24.060    | 0,44  | -     |
|                                    | Partito Comunista dei Lavoratori Portoghesi (PCTP) | -      | 19.475    | 0,35  | -     |
| Totale                             | Totale                                             | Totale | 5.496.935 |       | 24    |

- L'europarlamentare eletto con il Partito Rinnovatore Democratico (José Manuel Medeiros Ferreira), già iscritto all'ADE, in data 12.10.1987 aderì al Gruppo Socialista.